# دانفوس
دانفوس هي شركة دنماركية متعددة الجنسيات، مقرها الدنمارك، ويعمل بها أكثر من 40,043 موظفًا على مستوى العالم. تأسست دانفوس في عام 1933 على يد المهندس مادس كلوسن.

## التاريخ

### البداية (1933-1966)
في عام 1933 أسس مادس كلوسن المصنع الدنماركي للتبريد والأجهزة، وفي وقت لاحق من عام 1946 تم تغيير اسم الشركة إلى دانفوس. كان المنتج الأول عبارة عن صمام تمديد لوحدات التبريد، وقد تم تطويره بعد دراسة الصمامات المستوردة من الولايات المتحدة.
في عام 1941، توسعت الأنشطة لتشمل منتجات للتدفئة. وتم اختراع صمام المبرد الثرموستاتي بواسطة مادس كلوسن في عام 1943، وحصل على براءة اختراع في وقت لاحق، وتم الترويج له في عام 1952 باعتباره جهازًا لتوفير الطاقة.
في عام 1945، تم توظيف حوالي 224 شخصًا في أول مصنع تم بناؤه في وحول المزرعة التي نشأ فيه مادس كلوسن. ولم يعد هناك مجال للتوسع بالمصنع وتم التخطيط لإنشاء مصنع أكبر.
في عام 1962 بدأت الشركة في إنتاج إلكترونيات الطاقة، وكان المنتج الأول عبارة عن مقومات مصممة خصيصًا، وفي وقت لاحق من عام 1968 بدأ إنتاج مغير التردد VLT، وهو الأول من نوعه في العالم.
كما وسعت الشركة أنشطتها إلى الهيدروليكا، حيث تم إنتاج أول مكون هيدروليكي في مصنع نوردبورغ في عام 1964.
توفي مادس كلوسن في عام 1966 عن عمر يناهز الستين عامًا. ولأن أبنائه كانوا أصغر من أن يديروا الشركة، تولت أرملته بيتن كلوسن منصب رئيس مجلس الإدارة. بلغت مبيعات الشركة السنوية 500 مليون كرونة دانمركية، ونما المصنع إلى 10000 متر مربع.

### بعد (1966)
بدأ التوسع في بلدان أخرى وفي عام 1956، بدأت الشركة في بناء مصنع في فلنسبورغ، ألمانيا والذي اكتمل في عام 1958.
وتم بيع (Danfoss Compressors GmbH)، قسم الضواغط السابق في دانفوس، وفي عام 2010 وأعيد إنشاء قسم اخر له وتسميته باسم سيكوب.
تعد الصين أيضًا سوقًا مهمًا لدانفوس. في عام 2013، تم افتتاح مصنعين جديدين في نفس اليوم، ليصل العدد إلى سبعة. كان السوق الصيني ثالث أكبر سوق للشركة.
في عام 2014 ، اشترت دانفوس شركة فاكون، وهي شركة تصنيع محركات مقرها فنلندا.

## النشاطات
تقوم مجموعة دانفوس بتصنيع المنتجات وتقديم الخدمات المستخدمة في:
- تبريد الطعام

- تكييف
- تدفئة المباني
- محول تردد
- ضواغط الغاز
- تشغيل الآلات المتنقلة

في عام 2002، انضمت دانفوس إلى الاتفاق العالمي للأمم المتحدة، الذي يتألف من تسعة مبادئ ذات مسؤولية اجتماعية وبيئية.

## اثارة الجدل

### الحرب العالمية الثانية
في عام 2010، ذكرت بعض الصحف الدنماركية أن شركة دانفوس باعت منتجاتها إلى ألمانيا النازية خلال الحرب العالمية الثانية. اقتبسوا ذلك من كتاب «تجار الحرب» لكريستيان جنسن وتوماس كريستيانسن وكارل إريك نيلسن، الذي ذكر أن دانفوس باع البضائع لقوات الاحتلال مقابل 408,850 كرونة دانمركية.
في وقت لاحق من عام 2001 ، تمت تبرئته في كتاب «أثناء الاحتلال» للكاتب ديتليف تام على الرغم من أن نقادًا آخرين زعموا أن الكتاب قد لا يكون محايدًا لأن شركة دانفوس دفعت لـ كاتب لإجراء التحقيقات.

### صفقات مشبوهة
في 7 ديسمبر 2011، تم تغريم شركة دانفوس 90 مليون يورو لممارسة كارتل (عقد) مع هويرلبول وامبراكو وباناسونيك وإي سي سي ومنتجات تيكومسيه. وتم دخول في التعاون من أبريل 2004 إلى أكتوبر 2007. أساس الغرامة هو انتهاك المنافسة الحرة على حساب المستهلكين.
تم تغريم دانفوس 16.5 مليون كرونة دانمركية في الولايات المتحدة. من أكتوبر 2004 إلى 2007، أبرمت الشركة الفرعية الألمانية أيضًا اتفاقيات أسعار غير قانونية مع المنافسين.